# Malarz Nikiasza

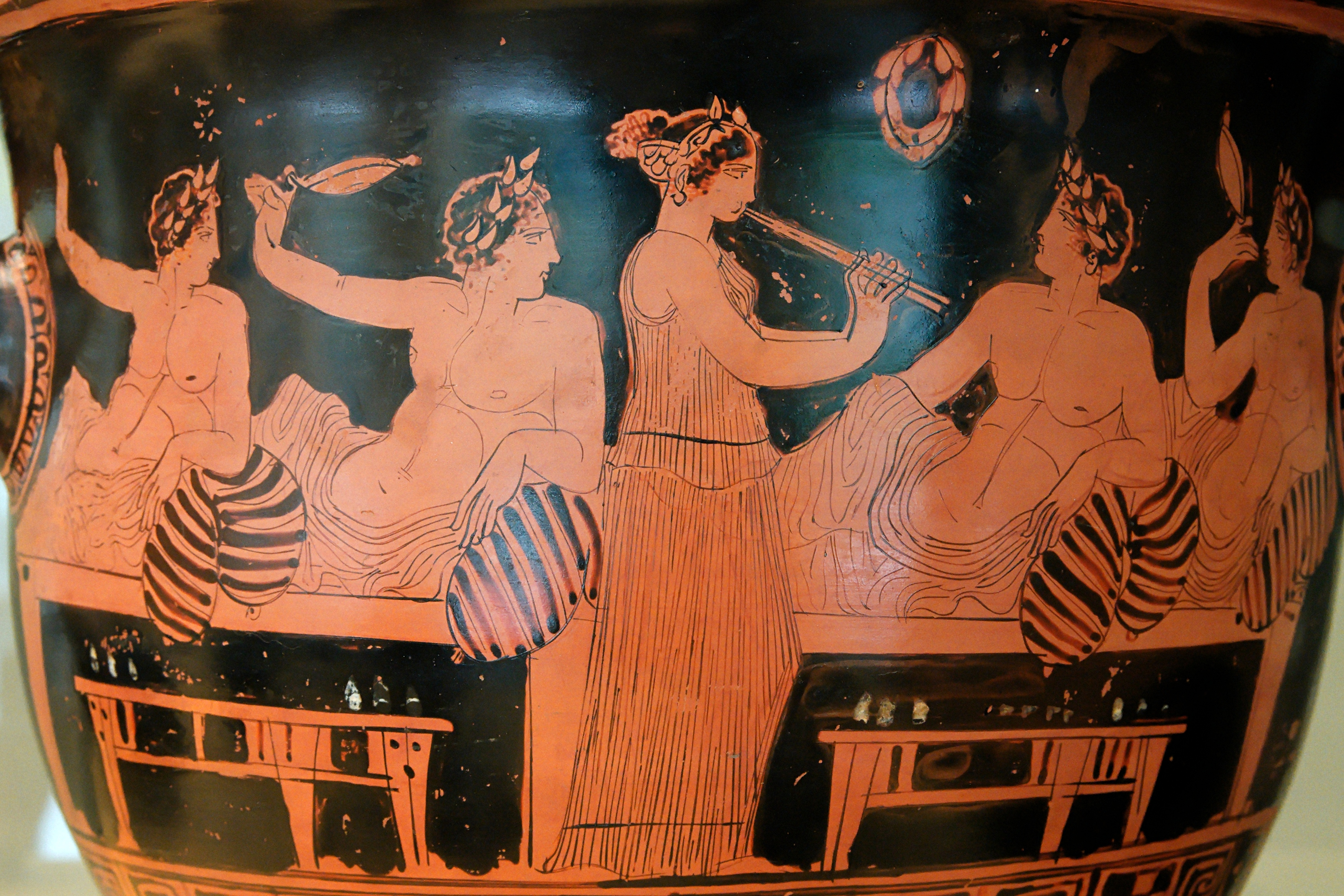
Scena sympozjonu na kraterze dzwonowatym (ok. 420 p.n.e., Narodowe Muzeum Archeologiczne w Madrycie)

Malarz Nikiasza – grecki malarz ceramiczny czynny w Atenach w latach około 420–400 p.n.e., współpracujący z warsztatem Nikiasza.
Znany pod umownym określeniem pochodzącym od garncarza Nikiasza, którego sygnatura widnieje na jednym z dekorowanych przez niego kraterów dzwonowatych. Łącznie przypisuje się mu autorstwo malowideł na 37 zachowanych do dziś wazach lub ich fragmentach. Są to głównie kratery dzwonowate, ale także dzbany-ojnochoe i hydrie oraz jeden ryton.
W swych pracach często przedstawiał atletów, hulaków, sympozjony, lecz również sceny ceremonii religijnych i mitologiczne. Te ostatnie w jego wykonaniu mają cechy groteskowe, a mityczni bohaterowie przedstawieni są karykaturalnie (np.  waza z Luwru wyobrażająca Heraklesa na rydwanie ciągniętym przez centaury).